# Wiegframe

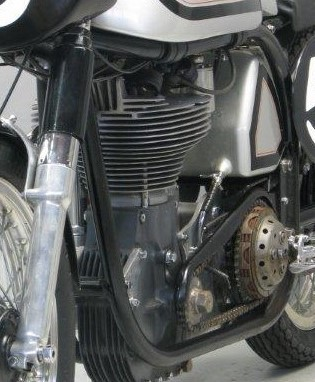
Een van de bekendste dubbele wiegframes was het Featherbed frame van Norton.

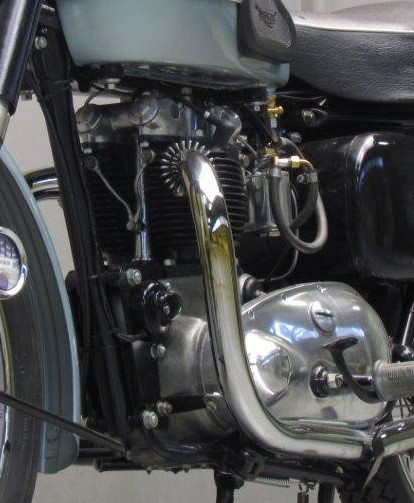
Semi-dubbel wiegframe van Triumph, met de enkele voorbuis die onder het blok in twee buizen wordt gesplitst.

Een wiegframe is een motorfiets-frame van ronde buis waarbij vanaf het balhoofd rondom het motorblok buizen lopen. Het wiegframe wordt ook wel cradle frame genoemd (cradle = wieg).
Men onderscheidt drie soorten:
- enkel wiegframe: Een frame van het wiegtype met aan de onderzijde slechts een enkele buis.
- dubbel wiegframe: Een frame van het wiegtype met twee framebuizen vrijwel rondom het motorblok (vanaf het balhoofd onder het blok door weer naar boven). Het dubbel wiegframe wordt ook wel duplex frame genoemd. Een speciale uitvoering hiervan is het featherbed frame.
- semi-dubbel wiegframe: Een tussenvorm, vrijwel altijd met een enkele voorbuis vanaf het balhoofd die aan de voor/onderkant van het motorblok wordt gesplitst in twee buizen.

Achterbrug · Balhoofd · Brugframe · Buisframe · Composietframe · Deltabox · Dubbel wiegframe · Duplex frame · E-box frame · Enkel wiegframe · FAST frame · Featherbed frame · Garden gate frame · Lateral Frame Concept · LCG Twin Tube · Loop Frame · Lowboy frame · MR-Albox · Omega frame · Open frame · Perimeter frame · Pivot frame · Pivotless frame · Plaatframe · Raked frame · Rigid frame · Semi-pivotless frame · Slimline frame · Spaceframe · Springframe · Starframe · Stijf frame · Tankframe · Twin Spar frame · Vakwerkframe · Wiegframe · Zeta frame